# Shamsiddin Vokhidov
Shamsiddin Vokhidov est un joueur d'échecs ouzbek né le 11 janvier 2002, grand maître international depuis 2020 et champion d'Asie 2021 et 2023.
Au 1er mai 2021, il est le sixième joueur ouzbek et le 32e junior  mondial (moins de vingt ans) avec un classement Elo de 2 529 points.

## Biographie et carrière
Shamsiddin Vokhidov a obtenu sa troisième norme de grand maître international en août 2018 au mémorial Viktor Kortchnoï.
Il remporta le championnat du monde des moins de 14 ans en novembre 2015 avec 9 points marqués en 11 parties.
Il finit à la 41e place du championnat du monde d'échecs junior (moins de vingt ans) de Khanty-Mansiïsk en septembre 2015.

### Double champion d'Asie
En mai 2021, Vokhidov remporte le championnat d'Asie d'échecs disputé en mode « hybride » (à distance, avec échiquier et sous la surveillance d'arbitres),. Ce résultat le qualifie pour la Coupe du monde d'échecs 2021 disputée à Sotchi où il est battu au deuxième tour par le Chinois Yu Yangyi
En 2023, il remporte à nouveau le championnat d'Asie disputé à Almaty.
| Année | Lieu   | Résultat      | Ultime adversaire  | Adversaires battus |
| ----- | ------ | ------------- | ------------------ | ------------------ |
| 2021  | Sotchi | deuxième tour | Yu Yangyi          | Luka Paichadzé     |
| 2023  | Bakou  | premier tour  | Abdulla Gadimbayli |                    |

### Vainqueur de l'Olympiade 2022
En août 2022, Vokhidov remporte la médaille d'or par équipe avec l'Ouzbékistan lors de l'Olympiade de Chennai.
A l'occasion de l'Olympiade d'échecs de 2024, l'Ouzbékistan termine troisième et Vokhidov remporte la médaille d'or individuelle au quatrième échiquier.